# Hōjō Ujiyasu
Ujiyasu Hōjō (1515–1571) foi o terceiro e o melhor lider do clã Hōjō Tardio. De inicio formou a grande tríplice aliança (Kai-Suruga-Sagami) juntamente dos clã Takeda e Imagawa, que se acabou quando Imagawa Yoshimoto foi assassinado por Oda Nobunaga num ataque surpresa.
Logo após conquistou a província de Musashi e destruiu o clã Kantō-Ashikaga, que tinha muito prestigio na região, conseguindo muita fama e poder para o clã, que disputava a dominação de Kantō com o clã Takeda e Nagao (posteriormente Uesugi).